# Bande des 9 cm
La bande des 3,4 GHz désignée aussi par sa longueur d'onde : 9 centimètres, est une bande du service radioamateur destinée à établir des radiocommunications de loisir. Cette bande est utilisable en permanence pour le trafic radio local.

## La bande des 9 centimètres dans le monde
- la bande des 9 centimètres s'étend de 3 400 à 3 475 MHz [1].

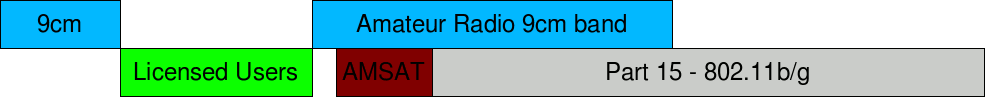
La bande des 9 cm SHF

## La bande des 9 centimètres enFrance
- La bande des 9 centimètres n'est autorisée ni en Belgique, ni en France
- Il est probablement possible d'entendre les émissions 9 cm venant d'Angleterre et d'Allemagne dans certaines régions de France

## La manœuvre d’une stationradioamateur
- On ne peut émettre sur la bande des 9 cm en France

## Répartition des fréquences de la bande 3 400 à 3 475 MHz en Europe
| Fréquences en MHz     | Utilisations radioamateur et autres services et modes |
| --------------------- | ----------------------------------------------------- |
| 3 400,000 à 3 402,000 | Mode à faible largeur de bande (ssb, cw, etc.)        |
| 3 402,000 à 3 420,000 | Tout modes                                            |
| 3 420,000 à 3 430,000 | Digital                                               |
| 3 440,000 à 3 450,000 | Tout modes                                            |
| 3 450,000 à 3 455,000 | Digitale                                              |
| 3 455,000 à 3 475,000 | Tout modes                                            |

## La propagation locale

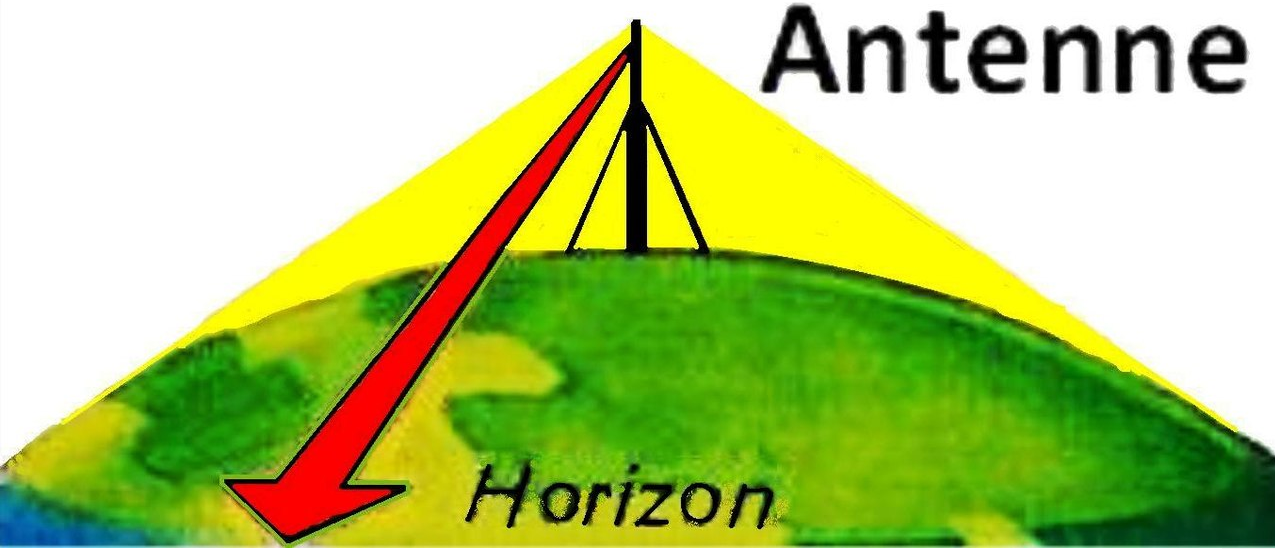
Propagation locale sur la bande SHF

Zone de Fresnel: d est la distance entre l'émetteur et le récepteur.

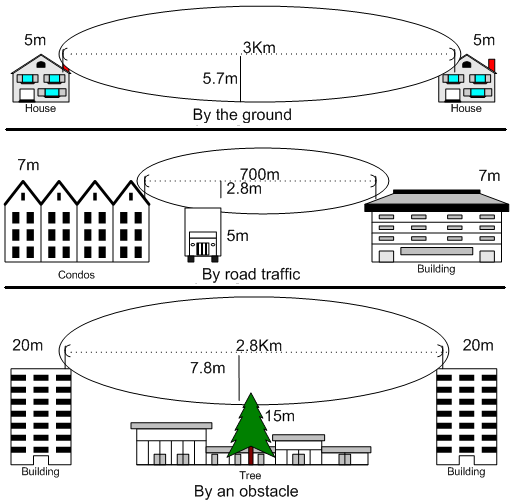
Propagation locale sur la bande SHF

La propagation est dans une zone de réception directe (quelques dizaines de kilomètres) en partant de l’émetteur. 
- La propagation est comparable à celle d’un rayon lumineux.
- Les obstacles sur le sol prennent une grande importance.

## La propagation au-delà de l’horizon
Cependant on observe des réceptions sporadiques à grande distance :
- Très bonnes réflexions sur les aéronefs vers toutes les stations SHF en vue directe de cet aéronef.
- Très bonnes réflexions sur des bâtiments vers toutes les stations SHF en vue directe de ces bâtiments : (Tour Eiffel, Tour Montparnasse, etc.)
- Réflexion volontaire sur la lune vers tous pays en vue directe de cet astre (sans couverture nuageuse).
- Diffusion et réfraction atmosphérique en fonction de certaines conditions.